# Denis Wladimirowitsch Puschilin

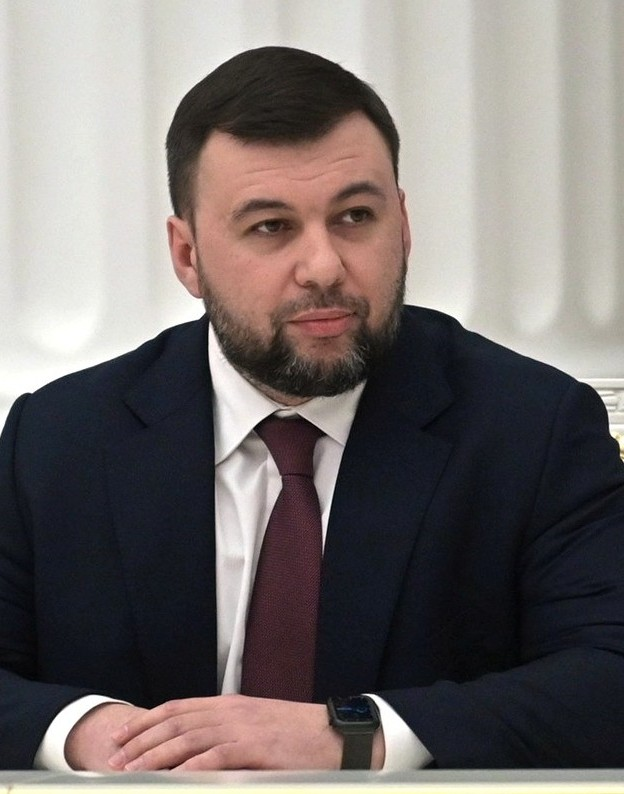
Denis Wladimirowitsch Puschilin (2022)

Denis Wladimirowitsch Puschilin (russisch Дени́с Влади́мирович Пуши́лин; ukrainisch Денис Володимирович Пушилін Denys Wolodymyrowytsch Puschylin; * 9. Mai 1981 in Makijiwka, Ukrainische SSR, UdSSR) ist ein Politiker der international nicht anerkannten Volksrepublik Donezk (VRD). Er war Vorsitzender des Volkssowjets (2015–2018) und ständiger Vertreter der VRD bei den Verhandlungen der Dreigliedrigen Kontaktgruppe in Minsk. Nach der Ermordung von Alexander Sachartschenko bei einem Bombenanschlag wurde Puschilin in Nachfolge von Dmitri Wiktorowitsch Trapesnikow am 7. September 2018 zum Interimspräsidenten der VRD ernannt.

## Biografie
Puschilin besuchte bis 1992 die Sekundarschule Nr. 14 in Makijiwka und schloss dort 1998 das Gymnasium ab. Von 1999 bis 2000 leistete er seinen Militärdienst in der Nationalgarde der ukrainischen Streitkräfte. Anschließend ließ er sich an der Donbasser Akademie für Bau und Architektur (Fakultät Betriebswirtschaft) einschreiben, erwarb jedoch keinen Abschluss.
Vor seiner politischen Karriere arbeitete Puschilin von 2011 bis 2013 als Volontär für eine Nachfolgeorganisation der 1994 aufgelösten Aktiengesellschaft „MMM“, die eine unsichtbare Finanzpyramide (Schneeballsystem) in Russland schuf und viele Millionen Kunden, zumeist Kleinanleger, um ihre Geldanlagen brachte.
Mit der Gründung der gleichnamigen Partei 2013 wurde Puschilin deren Mitglied und stellte sich vom Wahlkreis 94 der Oblast Kiew für die Werchowna Rada zur Wahl, bekam jedoch nur 0,08 % der Stimmen.
Im Mai 2014 wurde Puschilin zum Vorsitzenden des Obersten Rates und entsprechend der erst wenige Tage zuvor verabschiedeten Verfassung zum Staatsoberhaupt der VRD berufen.
Laut der russischen Nachrichtenagentur Interfax trat Puschilin am 18. Juli 2014 auf eigenen Wunsch von seinem Amt als Staatsoberhaupt der VRD zurück.
Bei den „Parlamentswahlen“ am 3. November 2014 wurde er zum Abgeordneten der politischen Bewegung „Donezker Republik“ im Volkssowjet VRD gewählt und zum stellvertretenden Vorsitzenden des Volkssowjets ernannt.
Ein Jahr später stieg er zum Vorsitzenden des Volkssowjets auf.
Nach der Ermordung von Alexander Sachartschenko, dem Anführer der VRD, im August 2018 übernahm Puschilin am 7. September das Präsidentenamt bis zu den Wahlen am 11. November.
Vor seiner Ernennung wurde er nach Moskau gebracht.
Am 21. September gab er seine Kandidatur bei den anstehenden Präsidentschaftswahlen bekannt,
die er dann mit 60,85 % der Stimmen gewann.
Am 30. September 2022 wurde in Moskau bei einer offiziellen Zeremonie in Anwesenheit der von Russland eingesetzten Milizführer der vier Regionen Cherson, Donezk, Lugansk und Saporischschja (Jewhen Balyzkyj, Leonid Passetschnik, Denis Puschilin und Wolodymyr Saldo) eine Deklaration über den „Anschluss“ der ukrainischen Regionen an das russische Staatsgebiet vom russischen Präsidenten Wladimir Putin unterzeichnet, seither ist Puschilin Oberhaupt eines russischen Föderationssubjekts.

## Sonstiges
Im Juni 2014 kündigte Puschilin die Verstaatlichung der Unternehmen an, welche die VRD nicht anerkannten und sich weigerten, Steuern zu zahlen.
In einem Interview im Juli 2014 sprach sich Puschilin für einen „Anschluss der VR an das Russische Imperium“ aus.
Wegen der völkerrechtswidrigen Annexion der Krim durch Russland wurde Puschilin im April 2014 in die EU-Sanktionsliste aufgenommen. Neben dem Einfrieren der Vermögenswerte ist ihm die Einreise in die EU-Länder untersagt.
Er befindet sich außerdem auf Sanktionslisten der USA,
Kanada, Australien, Norwegen, Liechtenstein und der Schweiz.
Vor Beginn des russischen Überfalls auf die Ukraine am 24. Februar 2022 bezichtigte Puschilin die Regierung der Ukraine stetig zunehmender militärischer Aggressionen sowie konkreter Angriffspläne, sprach von einem beginnenden Völkermord und lieferte damit Vorwände für den russischen Angriffskrieg.
Via Telegram forderte Denis Puschilin im Juli 2022 Russland auf, den Großteil der Ukraine zu erobern: „Heute ist die Zeit gekommen, russische Städte zu befreien, die von Russen gegründet wurden: Kiew, Tschernihiw, Poltawa, Odessa, Dnipro, Charkiw, Saporischschja, Luzk“, schrieb er zum Jahrestag der Befreiung von Brest von den Nationalsozialisten. Die von Puschilin als „russisch“ bezeichneten Städte decken fast das gesamte Gebiet der Ukraine ab.